# Kosovos flag
Kosovos flag blev officielt taget i brug 17. februar 2008 da Kosovo erklærede sin selvstændighed. Flaget består af et kort over Kosovo under seks stjerner på mørkeblå baggrund. Flaget blev valgt af Kosovos parlament efter en konkurrence hvor 993 forslag blev vurderet.
- Wikimedia Commons har flere filer relateret til Kosovos flag

| Flag | Spire Denne artikel om flag eller vexillologi er en spire som bør udbygges. Du er velkommen til at hjælpe Wikipedia ved at udvide den. |